# Bredskärssund nedre

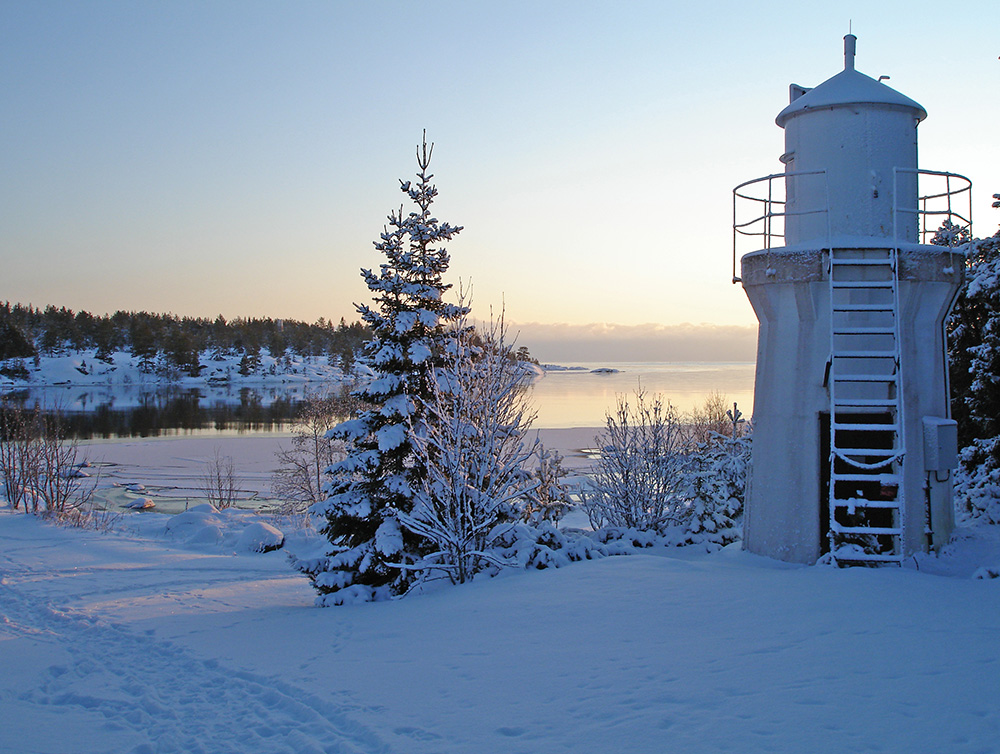
Bredskärssund från Obbolasidan i januari 2012. Bredskär är ön på andra sidan sundet. Till höger står fyren Bredskärssund nedre, som är statligt byggnadsminne sedan 2008.

Bredskärssund nedre är en fyrplats belägen på Obbolaön (fastigheten Obbola S:97) i inloppet till Ume älv i västra Kvarken. Fyren står i enslinje med Bredskärssund övre. Byggnaden består av en plåtkur på ett betongfundament och är statligt byggnadsminne sedan den 5 juni 2008.
Innan det byggdes fyrar på Obbolasidan av Bredskärssund hade man 1870 för sjöfarten satt upp två lyktor som fungerade som ensfyrar på andra sidan sundet, på Bredskär, där det fanns en lotsplats. Lyktorna underhölls på bestämda tider av lotsarna som fick ersättning för detta av de fartygschefer som passerade Bredskär nattetid. År 1876 sattes det istället upp två lyktor på befintliga stenkummel. Dessa lyktor underhölls av Lotsverket.
År 1877 ersattes lyktorna på Bredskär med två ensfyrar på andra sidan sundet, på Obbolaön. Bredskärssund nedre placerades vid stranden och Bredskärssund övre 225 meter längre bort. De båda fyrarna är ens i 000 grad. Bredskärssund nedre utgjordes till en början av en linslykta på en stolpe. Åren 1894–1895 byggdes båda fyrarna om. Bredskärssund nedre fick då en linsapparat av femte ordningen, inrymd i en rund plåtkur på ett betongfundament. Ritningar till båda fyrarna gjordes av fyringenjör Albert Lundberg. År 1912 sattes det upp AGA-apparater i båda fyrarna med linser av fjärde ordningen. Därefter drogs fyrbevakningen in. År 1955 försågs fyrarna med elektriskt ljus med AGA-ljus som reserv. Idag försörjs fyren med solceller och batteri.
Fyren blev statligt byggnadsminne 2008 eftersom den är "ett tidigt och välbevarat exempel på en sällsynt fyrtyp, där en fyrkur av plåt ställts ovanpå ett högt betongfundament".